# اد پارکر
ادموند کیلوها پارکر معرف به اد پارکر (به انگلیسی: Edmund Kealoha Parker) (زادهٔ ۱۹ مارس ۱۹۳۱ – درگذشته ۱۵ دسامبر ۱۹۹۰) یک رزمی کار آمریکایی، استاد بزرگ ارشد و بنیانگذار کاراته کنپو آمریکایی بود.

## زندگی
پارکر که در هاوایی به دنیا آمد، در سنین پایین شروع به تمرین در جودو کرد. بعداً در رشته بوکس تحصیل کرد. در طول دهه ۱۹۴۰، پارکر توسط فرانک چاو به کنپو معرفی شد، و سپس پارکر را به ویلیام چاو، شاگرد جیمز میتوز معرفی کرد. پارکر در حین خدمت در گارد ساحلی و حضور در دانشگاه بریگام یانگ با ویلیام چاو آموزش دید و در سال ۱۹۵۳ به درجه کمربند سیاه ارتقا یافت. پارکر، با مشاهده اینکه دوران مدرن موقعیت‌های جدیدی را ارائه می‌کند که در کنپو به آن پرداخته نشده‌است، این هنر را به گونه‌ای اقتباس کرد که آن را آسان‌تر در خیابان‌های آمریکا قابل اجرا کند. او سبک اقتباسی خود را کنپو آمریکایی نامید.